# Consulta popular de México de 2021
La consulta popular de México de 2021, oficialmente denominada Consulta Popular 2021 por el organismo electoral, se llevó a cabo el 1 de agosto de 2021. Fue organizada por el Instituto Nacional Electoral (INE) y buscó consultar a los ciudadanos sobre si efectuar «las acciones para emprender un proceso de esclarecimiento de las decisiones políticas tomadas en los años pasados por los actores políticos». Constó de una única pregunta:

¿Estás de acuerdo o no en que se lleven a cabo las acciones pertinentes, con apego al marco constitucional y legal, para emprender un proceso de esclarecimiento de las decisiones políticas tomadas en los años pasados por los actores políticos encaminado a garantizar la justicia y los derechos de las posibles víctimas?

El 6 de abril del mismo año, el INE inició la organización de la consulta y, luego de que se le rechazaran incrementos presupuestales, estimó un costo de 522 a 528 millones de pesos, un tercio de lo presupuestado inicialmente, y 57 000 mesas receptoras a instalar, frente a las 104 667 planteadas originalmente. Se trató de la primera consulta popular oficial celebrada en todo el país, aunque durante el periodo de transición gubernamental, el en ese entonces presidente electo, Andrés Manuel López Obrador, convocó consultas públicas para decidir sobre asuntos como la cancelación del Nuevo Aeropuerto de Ciudad de México y los programas prioritarios del nuevo gobierno, no organizadas por el INE y con mínima participación.
Aunque hubo esfuerzos ciudadanos en búsqueda del plebiscito, este fue resultado de la petición que López Obrador hizo en septiembre de 2020, aprobada por el Congreso de la Unión y cuya materia fue declarada constitucional por la Suprema Corte de Justicia de la Nación (SCJN) que, sin embargo, modificó la pregunta original. Erróneamente promocionada o criticada como una consulta para «enjuiciar a expresidentes», no involucró a la Fiscalía General de la República (FGR), al poder Judicial, a casos puntuales, ni hacía señalamientos en contra de personas en específico. No obstante, durante su organización se planteó que sí podría dar pie a mecanismos, como las comisiones de la verdad y, finalmente, a investigaciones.
La misma noche del referendo se dio a conocer un conteo rápido, que reportaba un intervalo de participación de entre 7.07 % y 7.74 %, con lo que los resultados del ejercicio, con una gran mayoría en favor del «Sí», no serían vinculatorios al no alcanzar el 40 % requerido por la ley. Un día después, el INE reportó los resultados finales al concluir los cómputos, que confirmaban una participación del 7.11 % (6.6 millones) y 97.72 % de respaldo al «Sí» (6.5 millones).

## Antecedentes

### Ejercicios previos
A partir de la reforma política-electoral de México de 2014, ese año el Congreso de la Unión aprobó la Ley Federal de Consulta Popular, que regulaba «el procedimiento para la convocatoria, organización y declaración de resultados de las consultas populares». No obstante, hasta 2019 ninguna solicitud de referéndum había prosperado ante el rechazo de la Suprema Corte de Justicia de la Nación (SCJN) al considerar que sus asuntos eran violatorios de la Constitución. Con la victoria de Andrés Manuel López Obrador en las elecciones presidenciales de 2018, se llevaron a cabo diversas consultas —al margen del marco legal—, durante el periodo de transición gubernamental, «para dar soporte social a un conjunto de decisiones que ya formaban parte de sus objetivos de gobierno». La primera de ellas —«Consulta Nacional. Nuevo Aeropuerto»— se llevó a cabo entre los días 25 y 28 de octubre de 2018 para decidir sobre la construcción del Nuevo Aeropuerto Internacional de Ciudad de México (NAICM), organizada por la Fundación Arturo Rosenblueth y financiada por los legisladores federales del partido Morena. En el ejercicio participaron poco más de un millón de personas —menos del 1 % del padrón electoral— en 538 municipios del país y con resultado mayoritario en rechazo a la construcción de la infraestructura y su reemplazo por dos pistas en la Base Aérea Militar de Santa Lucía.
Se le criticó, sin embargo, entre otras cosas, por su inconstitucionalidad. En condiciones similares y con una participación más limitada de novecientos mil votantes, un mes después —24 al 25 de noviembre—, se celebró una nueva consulta para preguntar a la ciudadanía sobre los programas prioritarios del nuevo gobierno —entre ellos la construcción del Tren Maya y de la refinería de Dos Bocas—. Ya dentro de la administración de López Obrador, en marzo de 2020, la Secretaría de Gobernación organizó una consulta en Mexicali para determinar la construcción de una planta cervecera de Constellation Brands. En esa ocasión, 27 937 personas —de un total de 36 781— optaron por rechazar la edificación.

### Solicitud

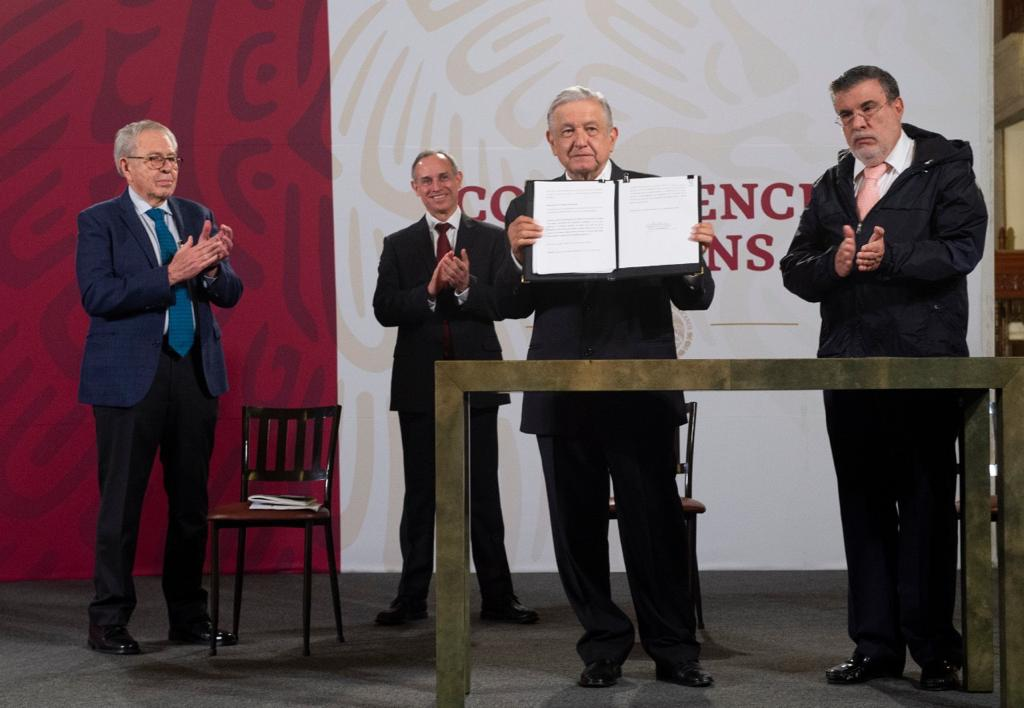
Firma, por parte del presidente Andrés Manuel López Obrador, de la petición de consulta popular el 15 de septiembre de 2020, enviada el mismo día al Senado de la República.

Ya desde el periodo de transición, el en ese entonces presidente electo López Obrador afirmó que habría en su gobierno una consulta legal para preguntar a los ciudadanos sobre si se deberían promover juicios en contra de los expresidentes, desde Carlos Salinas de Gortari, y para revisar sus «responsabilidades en delitos de corrupción y otros». No obstante, también aseguró que hacerlo sería «conspirar contra la estabilidad política del país» y se posicionó a favor de una política de «punto final». Originalmente planeada para marzo de 2019, López Obrador optó por posponerla a la espera de las reformas constitucionales que regularan estos ejercicios, publicadas en el Diario Oficial de la Federación (DOF) el 20 de diciembre siguiente. Finalmente, después de esfuerzos ciudadanos en búsqueda de la consulta, el presidente presentó formalmente el 15 de septiembre de 2020 una petición de consulta popular al Senado de la República sobre el posible enjuiciamiento de los exmandatarios, que justificaba en «los desastres humanos, sociales y nacionales sufridos por el país durante esos 30 años [que] fueron resultado de una suma de actos voluntarios irracionales por parte de quienes lo gobernaron en ese lapso». En un inicio, la propuesta planteaba la pregunta:

¿Está de acuerdo o no con que las autoridades competentes, con apego a las leyes y procedimientos aplicables, investiguen y en su caso sancionen la presunta comisión de delitos por parte de los expresidentes Carlos Salinas de Gortari, Ernesto Zedillo Ponce de León, Vicente Fox Quesada, Felipe Calderón Hinojosa y Enrique Peña Nieto antes, durante y después de sus respectivas gestiones?

Posteriormente, el mismo día, la Cámara de Senadores envió la propuesta a la Suprema Corte de Justicia de la Nación (SCJN) para determinar su constitucionalidad. Previendo una posible negativa, el presidente advirtió que, de encontrarla inconstitucional, optaría por una modificación al artículo 35 —sobre el derecho de petición nacional— de la Constitución Política de los Estados Unidos Mexicanos. En este sentido, aunque se pronosticaba su rechazo, quince días después, el 1 de octubre, el tribunal determinó —con seis votos a favor y cinco en contra— constitucional la materia de la consulta, pero optó por reformular la pregunta. Con esto se descartó un proyecto propuesto por el ministro Luis María Aguilar, que la consideraba un «concierto de inconstitucionalidades» por vulnerar la «presunción de inocencia [de los exmandatarios] y subrayaba que la justicia no se puede someter a consulta». En contraste, el presidente del órgano, Arturo Zaldívar, argumentó que la SCJN debía fungir como «puente que permita a todas las personas intervenir en las grandes discusiones nacionales con pleno respeto al marco constitucional», mientras que otros ministros votaron a favor luego de modificarse la pregunta, que quedó reformulada:

¿Estás de acuerdo o no en que se lleven a cabo las acciones pertinentes, con apego al marco constitucional y legal, para emprender un proceso de esclarecimiento de las decisiones políticas tomadas en los años pasados por los actores políticos encaminado a garantizar la justicia y los derechos de las posibles víctimas?

Aunque celebró el aval de la SCJN, para López Obrador la interrogante era «muy genérica, yo no diría abstracta, porque sería mucho, pero sí poco clara». Otros políticos, como la jefa de Gobierno de Ciudad de México, Claudia Sheinbaum, y el vocero de la Presidencia de la República, Jesús Ramírez Cuevas, coincidieron en una reacción positiva, frente al rechazo expresado por otros, como el presidente del Partido Acción Nacional (PAN), Marko Cortés Mendoza, o la senadora Claudia Ruiz Massieu Salinas. Más tarde, el 7 de octubre, el Senado avaló en lo general y en lo particular el «dictamen que expide la consulta popular propuesta por el titular del Ejecutivo Federal», con 64 votos a favor, 43 en contra y una abstención. Turnada a la Cámara de Diputados, también recibió la aprobación luego de que la Comisión de Gobernación la declarara procedente, con 272 votos a favor y 116 en contra, y originalmente implicaba expedir la convocatoria desde ese momento.
El 28 de octubre, se publicó en el DOF el decreto para la convocatoria a la consulta popular, que la dejaba a cargo del Instituto Nacional Electoral (INE), como «única instancia calificadora», en los tiempos y forma que determinara la metodología que aprobase el organismo. Por otra parte, establecía su celebración el 1 de agosto de 2021 entre las 8:00 y las 18:00 horas, con únicamente dos opciones de voto —«Sí, estoy de acuerdo» y «No estoy de acuerdo»—. No obstante, a inicios de noviembre, el Senado modificó, con 54 votos a favor y 16 abstenciones, la convocatoria para determinar que entrara en vigor a partir del 15 de julio de 2021, lo que implicaba que el INE tendría quince días para llevar a cabo acciones de propaganda y promoción, además de que, con la entrada en vigor previa, se impedía la difusión de propaganda gubernamental de cualquier tipo hasta la celebración de la consulta. La cámara baja dio el visto bueno a tal cambio poco después con 306 votos a favor y 154 en contra. El 19 de noviembre, se publicó en el diario oficial la modificación al artículo primero del decreto, con lo que se fijaba su entrada «en vigor el jueves 15 de julio de 2021, sin perjuicio de que el Instituto Nacional Electoral ejecute las acciones preparatorias necesarias para realizar la jornada de consulta popular».

#### Resolución de la SCJN

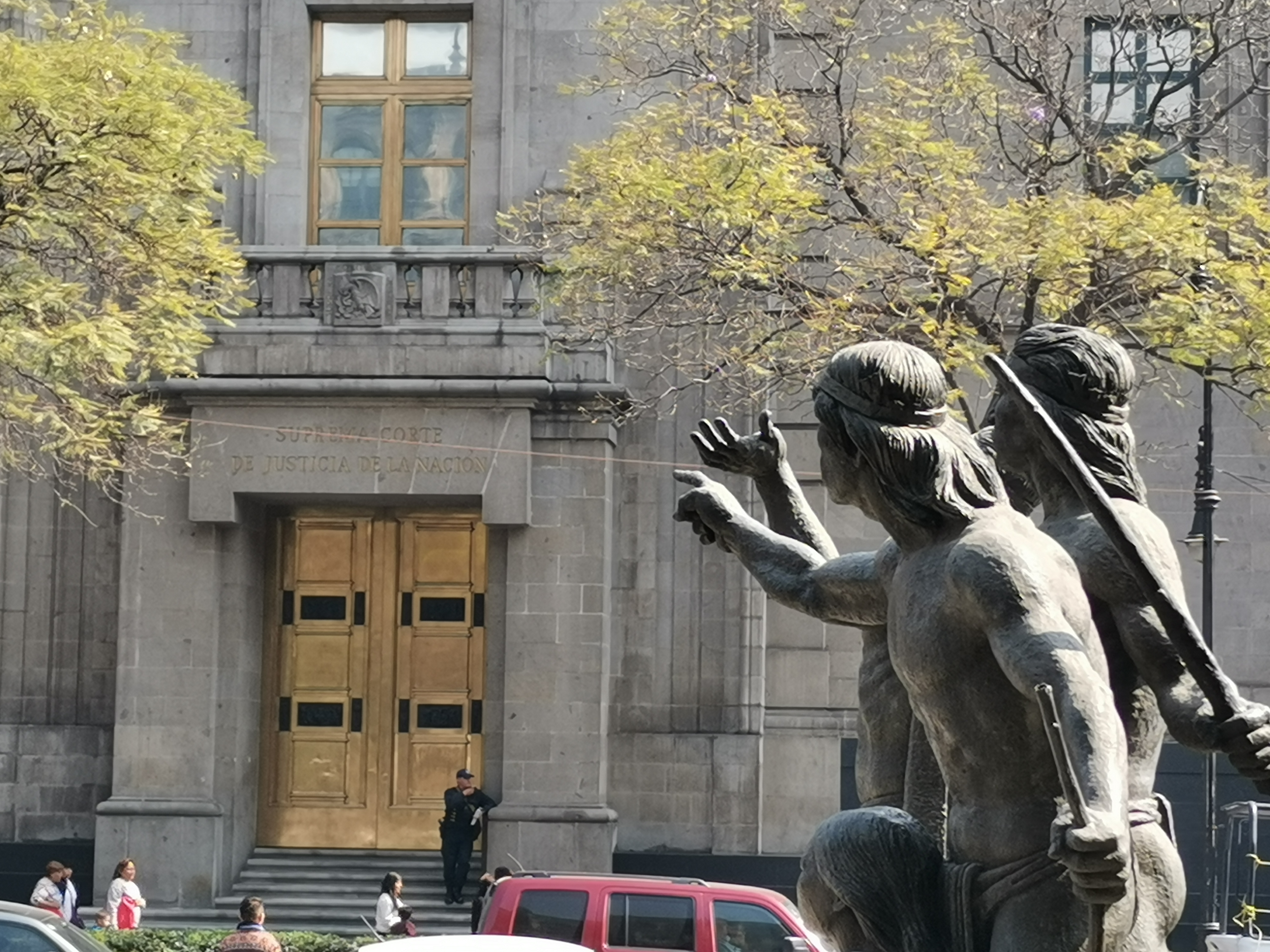
Aunque determinó que la materia de la consulta era constitucional, la Suprema Corte de Justicia de la Nación (SCJN) optó por modificar la pregunta original.

El 1 de octubre de 2020, la Suprema Corte determinó que la materia de la consulta popular era constitucional, con seis votos a favor frente a cinco en contra, y modificó la redacción de la pregunta planteada originalmente por López Obrador. En esa ocasión, Zaldívar Lelo de Larrea, presidente del tribunal supremo, aseveró: «No podemos cerrar las puertas a la opinión ciudadana por temor a un escenario catastrófico de populismo penal». En contraste, uno de los ministros que se mostró en contra, Javier Laynez Potisek, indicó que la justicia nunca debe «actuar o no dejar de actuar como consecuencia de presiones, opiniones ni emociones de parte de los Gobiernos, los poderes fácticos ni de la ciudadanía».
En la «Revisión de constitucionalidad de la materia de una consulta popular convocada por el Congreso de la Unión», la SCJN encontró necesario modificar la pregunta original para «hacerla congruente con el tema sobre el que se consultará a la población y purgarla de cualquier elemento que la vicie» y optó por eliminar las referencias a los expresidentes. El máximo tribunal asumió que la materia de la consulta era el «esclarecimiento de los hechos del pasado» y justificó los elementos de la interrogante: «acciones pertinentes» al plantear que los votantes opinarían «sobre un tema de trascendencia general, correspondiendo a las autoridades determinar cómo actuar en consecuencia».
En este sentido, sobre «con apego al marco constitucional y legal» indicó la necesidad de explicar que tales acciones encuentran «un límite en aquellos contenidos obligacionales, que están protegidos por los principios de seguridad jurídica y legalidad» —«las obligaciones legales, los derechos adquiridos y todas aquellas facultades regladas con las que se topen las autoridades deben entenderse fuera de la consulta popular»—; «para emprender un proceso de esclarecimiento de las decisiones políticas tomadas en los años pasados por los actores políticos» al señalar que no se pregunta sobre «si quiere que se cumpla una facultad de ejercicio obligatorio», sino sobre si quiere que «se haga un desvelamiento del pasado, en términos amplios, mediante la creación de mecanismos complementarios», y, finalmente, «encaminado a garantizar la justicia y los derechos de las posibles víctimas» al plantear que «la idea del esclarecimiento debe poner un acento en estos fines».
Cervantes Martínez y Gazca Herrera (2021) detallan que: «Una idea recurrente en torno al tema reside en el equívoco de que la Consulta Popular tuvo como objetivo vincular a proceso penal a una serie de actores políticos de gobiernos pasados». Al retomar la «Revisión de la constitucionalidad» de la SCJN, aseveran que, «si se cometió un delito, la Consulta Popular no sirve  [sic] para obligar a una Fiscalía ni a un Juzgado a iniciar una carpeta de investigación, vincular a proceso y, mucho menos, a emitir una sentencia condenatoria en contra de sujeto alguno»; la consulta habría involucrado a los poderes legislativo y ejecutivo «dentro del ejercicio de sus atribuciones discrecionales». Señalan que la Suprema Corte elucidó «el qué y el para qué de la Consulta Popular», pero dejó «el cómo» a los poderes implicados.

## Legislación
El artículo 35 de la Constitución Política de los Estados Unidos Mexicanos establece que es derecho de la ciudadanía el votar en las consultas populares convocadas por el Congreso de la Unión y que si la participación corresponde al menos al 40 % de la lista nominal de electores tendrán un resultado vinculatorio. Por su parte, la Ley Federal de Consultas Populares las define como «el mecanismo de participación por el cual los ciudadanos ejercen su derecho, a través del voto emitido mediante el cual expresan su opinión respecto de uno o varios temas de trascendencia nacional». La legislación determina que es el Instituto Nacional Electoral (INE) el responsable de su organización y desarrollo, así como de la promoción del voto. También, la carta magna dispone su celebración el primer domingo de agosto y señala que la Suprema Corte debe resolver sobre la constitucionalidad de la materia de la consulta. No obstante, la participación se limita a aquellos ciudadanos con credencial electoral vigente y que no tuvieran suspendidos sus derechos políticos.
El «Decreto por el que se expide la Convocatoria de Consulta Popular», publicado en el Diario Oficial de la Federación el 28 de octubre de 2020, convocó a la ciudadanía mexicana a emitir su opinión sobre «las acciones para emprender un proceso de esclarecimiento de las decisiones políticas tomadas en los años pasados por los actores políticos» con base en el ejercicio democrático —cuya «organización, desarrollo, coordinación, cómputo y declaración de resultados» y difusión quedó a cargo del INE— a llevar a cabo el 1 de agosto de 2021 entre las 08:00 y las 18:00 horas. La ubicación —«considerando, para ello, lugares de fácil acceso»— de los centros de votación, así como el escrutinio de los resultados también era responsabilidad del organismo electoral, señalado como «única instancia calificadora».

## Organización

Logo de la consulta popular utilizado por el Instituto Nacional Electoral (INE).

El Instituto Nacional Electoral (INE) comenzó los trabajos para la organización de la consulta el 6 de abril de 2021, con la aprobación del «Plan Integral, Calendario y Lineamientos para realizar la Consulta Popular 2021». En esa ocasión, su consejero presidente, Lorenzo Córdova Vianello, aseguró que el organismo «no pidió la consulta pero va a cumplir con su responsabilidad», pero pidió «que exista un acompañamiento para que sea exitosa y no se deje al garete de la inanición presupuestal». En total, dentro del periodo de preparación del ejercicio, el organismo emitió 34 acuerdos «vinculados a regular, normar, definir o validar algún aspecto de la participación de
cada área del INE en el proyecto de consulta ciudadana».
El mismo 6 de abril se propuso un análisis para definir la viabilidad de ampliar el periodo de vigencia de las credenciales de elector y la reutilización del material que sería usado en los comicios legislativos del mismo año, a la vez que se fijó un periodo ad cautelam —del 15 de julio al 1 de agosto— para la promoción de la consulta. Finalmente, a finales de mayo, la Comisión del Registro Federal de Electores y el Consejo General avalaron extender la vigencia de las credenciales, vencidas en 2019 y 2020, hasta el 1 de agosto. También se definieron los plazos para la actualización del padrón nominal —7 de junio al 7 de julio—, la reimpresión de la lista nominal —11 al 23 de julio— y su distribución en las mesas receptoras —15 al 23 de julio—.
Después de las elecciones legislativas, la Comisión de Organización y Capacitación propuso medidas para reducir el gasto presupuestario, como la eliminación de los consejeros locales, distritales y los supervisores electorales, así como la creación de la «unidad territorial de la consulta» —que abarcaría una o varias secciones electorales— y emplear los mismos protocolos sanitarios por la pandemia de COVID-19 del 6 de junio. El 18 de junio, se emitió la convocatoria para las personas interesadas en participar como observadoras, vigente entre ese mismo día y hasta el 15 de julio siguiente. No obstante, un mes después, previo a cumplirse el plazo se amplió hasta el 23 de julio y se indicó que los visitantes extranjeros de los comicios del 6 de junio podrían participar también en la consulta. Con motivo del ejercicio, se aplicó ley seca en algunos estados, como Veracruz de Ignacio de la Llave, Puebla y Nuevo León, y en municipios de ciertas entidades, como Guanajuato.
El 29 de julio, en conferencia de prensa, el INE informó que la lista nominal estaba conformada por 93 686 877 ciudadanos. A lo largo de la organización, hubo 65 562 solicitudes de personas para ser observadores electorales, la mayoría en Veracruz, Estado de México y Ciudad de México, y de ellas se aprobaron 40 139 para participar en el plebiscito.

### Resultados preliminares y finales
Los resultados finales se obtuvieron de los cómputos de las juntas distritales. En este sentido, los «Lineamientos del Instituto Nacional Electoral para la organización de la Consulta Popular, 1 de agosto de 2021» postularon que tales cómputos, de las actas de conteo de votos de las mesas receptoras, los harían las juntas la misma noche de la jornada a partir de la llegada del primer paquete proveniente de las mesas. Más tarde, informarían los resultados al secretario ejecutivo del INE, obligado —dentro de las 48 horas siguientes a la finalización de los cómputos— a informar al Consejo General la sumatoria. Por su parte, este último tendría 72 horas —después de recibir la información— para efectuar el cómputo total y emitir la declaratoria de resultados, que debía dar a conocer al terminar el periodo para impugnaciones y que estas fueran resultas por el Tribunal Electoral del Poder Judicial de la Federación (TEPJF). Por tanto, inicialmente se descartó que hubiera un Programa de Resultados Electorales Preliminares (PREP) o un conteo rápido, sino un micrositio con los cómputos en tiempo real.
Por otra parte, se estimó inicialmente que el reporte de información por la noche arrojaría entre el 65 y el 79 % de resultados a las 23:00 horas y, una hora después, el 85 %. No obstante, pese a lo anterior, el 14 de julio, el Consejo General del INE aprobó el desarrollo de un conteo rápido —estimación de resultados y participación ciudadana con un intervalo de confianza de 95 %— para la noche del 1 de agosto; para ese fin se llevaron a cabo un par de simulacros de las trabajos de campo y captura de información y, el 30 de julio, se seleccionó una muestra probabilística de 1830 mesas receptoras, seis por cada uno de los trescientos distritos federales, y una sobremuestra de Baja California y Sonora. En este sentido, el organismo informó que se planteaba dar a conocer el conteo en torno a las 21:30 horas del 1 de agosto.

### Difusión
La difusión del referéndum estuvo a cargo de la Coordinación Nacional de Comunicación Social y la Dirección Ejecutiva de Capacitación Electoral y Educación Cívica, órganos del instituto electoral. El 14 de junio, la Comisión de Capacitación y Organización Electoral aprobó un conjunto de carteles para la promoción de la consulta, con el lema «con tu participación en la consulta popular, también hacemos democracia», además de informar que se haría uso de propaganda en redes sociales, medios, paradas de autobús y paredes, junto con tiempos en radio y televisión —12 % en comparación con lo usualmente asignado en procesos electorales—. Las cifras iniciales apuntaban a 377 606 anuncios en medios y plataformas, incluyendo 3492 emisoras —1394 de televisión y 2098 de radio— y 97 inserciones en periódicos, entre el 15 de julio y el 1 de agosto con información sobre la consulta y su fecha, la papeleta y los protocolos sanitarios.
A finales de junio, el partido Morena acusó al INE de un «intento de boicot», al plantear que «no hay el deseo de que este ejercicio democrático sea un éxito», lo que el organismo rechazó. En ese periodo, el instituto aprobó 65 campañas promocionales para la difusión del ejercicio, para lo que se usaron espacios como el programa Aprende en casa de la Secretaría de Educación Pública (SEP). Ante la entrada en vigor de la convocatoria a la consulta popular, comenzó la difusión del ejercicio el 15 de julio y también la suspensión de propaganda gubernamental, con lo que desde ese día y hasta la finalización de la consulta estuvieron permitidas únicamente las «campañas de información de las autoridades electorales, las de servicios educativos, de salud y de protección civil». Por tanto, desde ese momento comenzaron a circular promocionales e infografías con información del plebiscito, con lemas como «infórmate y participa» o «participa y celebremos la democracia».
El mismo día, la jefa de Gobierno de Ciudad de México, Claudia Sheinbaum ofreció —y el organismo aceptó— espacios de publicidad en transporte público —como Metro y Metrobús— de Ciudad de México para la difusión y la secretaria de Gobernación, Olga Sánchez Cordero, instó a la participación para «desalentar cualquier intento por sabotear este ejercicio democrático tan importante, pero tan novedoso en el país». Por su parte, se llevaron a cabo 335 «Jornadas de Diálogo» nacionales, estatales y distritales para promover la participación y discusión. El 23 de julio, ante una denuncia del Partido Acción Nacional (PAN), el INE permitió que Morena promoviera la consulta en redes sociales, pero no a través de tiempos oficiales en radio y televisión. En este sentido, el instituto produjo 14 comerciales, siete para radio y siete para televisión, cuyo alcance previsto para el periodo del 15 de julio al 7 de agosto fue de 377 833 impactos. Asimismo, por violar la prohibición de propaganda, ordenó el retiro de la conferencia de prensa del 15 de julio del presidente, Andrés Manuel López Obrador, de publicaciones en Facebook del gobernador de Tamaulipas, Francisco García Cabeza de Vaca, y, en dos ocasiones, de publicidad en las redes sociales del mandatario de Jalisco, Enrique Alfaro Ramírez.
El INE también desarrolló 105 contenidos para sus redes sociales, en las que realizó 933 publicaciones o entradas. A finales de julio, acordó que los institutos electorales estatales también difundieran la consulta y llamaran a la participación y, más tarde, su Comisión de Quejas y Denuncias ordenó a legisladores de Morena no promoverla mediante inserciones pagadas en La Jornada, periódico al que pidió no contratar ni publicar ese tipo de propaganda. A este respecto, el ente electoral hizo 97 inserciones, seis en medios de cobertura nacional y 91 en medios locales. Para resolver preguntas de la ciudadanía también se empleó un asistente virtual —un bot conversacional denominado «Inés»—, que respondía a consultas sobre temas como la ubicación de las mesas receptoras y que registró una sumatoria de 564 984 conversaciones y 5 947 282 mensajes registrados. Por otra parte, se elaboraron 51 comunicados y se organizaron cinco conferencias de prensa.

### Mesas receptoras y materiales
Inicialmente se previó la instalación de 104 667 casillas en el país, con 1500 boletas por mesa receptora, en las que participarían 2318 supervisores y 17 469 instructores, con un costo de 1499 millones de pesos. No obstante, al plantearse la falta de recursos económicos se propuso el uso de 91 mil casillas y un costo de 890 millones de pesos. En medio de una confrontación entre sus integrantes, el 5 de mayo, la Dirección de Organización de la Comisión de Capacitación y Organización Electoral del INE aplazó la aprobación de un paquete de veintidós documentos a utilizar en la consulta —incluyendo el diseño de la papeleta y urna—. Tres de los miembros argumentaban que no se podía avalar sin que el Consejo General hubiera determinado el presupuesto disponible. Unos días después, la Junta General Ejecutiva aprobó el primer proyecto para la organización, que implicaba 1.9 millones de pesos para el desarrollo de «sistemas digitales que permitan capacitar y organizar» las mesas directivas de las casillas electorales, sin especificarse cuántas se instalarían y si se usarían boletas o urnas electrónicas.
A finales de ese mes, la Comisión de Capacitación y Organización Electoral aprobó cuatro cambios en algunos materiales electorales, lo que implicó la eliminación de sobres para la lista nominal y bolsas para la reunión de actas, así como la fusión de documentos, con el objetivo de generar ahorros y porque el cómputo del referendo se llevaría a cabo la misma noche del 1 de agosto. También se decidió el uso de boletas impresas, reutilizar urnas y canceles, marcadores, mamparas y tintas indelebles de las elecciones del 6 de junio; aunque en un principio se planteó ocupar mil urnas electrónicas, a mediados de junio se desechó esa posibilidad por falta de tiempo y presupuesto para conducir auditorías de los materiales.
El 1 de junio, se avaló el diseño de la boleta, de tamaño media carta —en cuyo anverso se mostraba la pregunta y en el reverso la «descripción del tema de trascendencia nacional de conformidad [con] la ley en la materia»—, que no sería impresa en papel de seguridad —aunque incluyendo elementos de seguridad—, la plantilla en braille y el sello de la papeleta a utilizar para la consulta. Un día después, el Consejo General respaldó el diseño de las papeletas, cuya impresión se haría por los 300 distritos electorales y no por los 2517 municipios. En este sentido, la boleta no contó con el municipio o alcaldía en su diseño, lo que se reemplazó con el uso de un sello. Además, las únicas opciones de respuesta a la pregunta señalada en el anverso serían recuadros con «Sí» y «No».
Pasados los comicios legislativos, ante el rechazo de la SCJN de más presupuesto, el INE señaló que no se podría garantizar la «accesibilidad» al planearse la instalación de menos mesas de votación —conformadas por un presidente, un secretario, un escrutador y dos suplentes, sin presencia de representantes de partidos políticos, aunque sí de observadores acreditados—. También se buscaría que las mismas personas que se habían desempeñado como funcionarios de casilla en los comicios previos hicieran lo mismo en agosto. Ya con el presupuesto definido, se fijó un estimado de 57 mil mesas receptoras, en contraste con las 162 570 centros de votación de los comicios intermedios, aunque con un mayor número de posibles votantes por cada una —2000 frente a los usuales 750—. La cifra de mesas se confirmó a mediados de junio, integradas dentro de las «Unidades Territoriales para la Consulta Popular» y con su ubicación definida por las juntas distritales. El 25 de junio comenzaron las actividades de invitación de los funcionarios del proceso electoral previo, por parte de los «instructores asistentes de consulta popular», para integrar los nuevos centros de votación.
Al respecto, poco después, Córdova Vianello detalló que serían 9630 instructores los encargados de reclutar a los 285 450 ciudadanos que fungirían como funcionarios, con un promedio de casi doscientas mesas por cada distrito, y afirmó que el organismo garantizaría las condiciones de «legalidad, equidad, certeza y transparencia» para el ejercicio. De 57 087 mesas contempladas —23 965 básicas y 33 122 contiguas—, el mayor número se concentraría en Estado de México, Ciudad de México y Jalisco, cada una tendría dos mil boletas, y se rechazó la instalación de casillas especiales, por lo que los ciudadanos estaban obligados a participar en su distrito correspondiente. Por esas fechas, se registró un avance del 34 % en la invitación de los funcionarios —aceptación de 97 105 personas— y se aprobó el contenido de la «Lista Nominal de Electores con Fotografía» —impreso en blanco y negro, en papel seguridad y con 64 registros por hoja—, así como el marcado con las letras «CP» en la credencial de elector en el área de elecciones «locales y extraordinarias».
El modelo operativo planteaba hasta cinco votantes simultáneos, con medidas sanitarias como el uso de cubrebocas, gel alcoholado y el distanciamiento físico, el empleo de dos canceles electorales sin cortinillas y la entrega, entre el 26 y el 30 de julio, de la documentación a los presidentes de las mesas. En este sentido, entre el 17 de junio y el 12 de julio, se produjeron 482 331 documentos; la distribución de material no custodiado a las juntas distritales —carteles de resultados, actas, plantillas en braille, constancias, sobres, cintas de seguridad, líquido indeleble, entre otros— se llevó a cabo del 16 al 22 de julio a través de siete rutas e implicó unos 78 vehículos y 413 419.30 kilogramos. Se imprimieron más de 93.5 millones de papeletas entre el 18 de junio y el 12 de julio, en los Talleres Gráficos de México. Producidas en papel bond de noventa gramos, contaban con cuatro mecanismos de seguridad: «microimpresión, impresión invertida, imagen latente y tinta invisible», así como las firmas de Córdova Vianello y el secretario ejecutivo del INE, Edmundo Jacobo Molina. Dentro del plazo legal, se produjeron 56 724 entregas (99.4 %) a los presidentes de las mesas, la mayoría los días 26 y 27 de julio, sin embargo, también hubo fuera del mismo e incluso el propio día de la consulta —353 entregas (0.6 %) fuera del plazo legal—, por motivos laborales de los ciudadanos funcionarios o deseo expreso de recibir la documentación el día previo, entre otras razones.

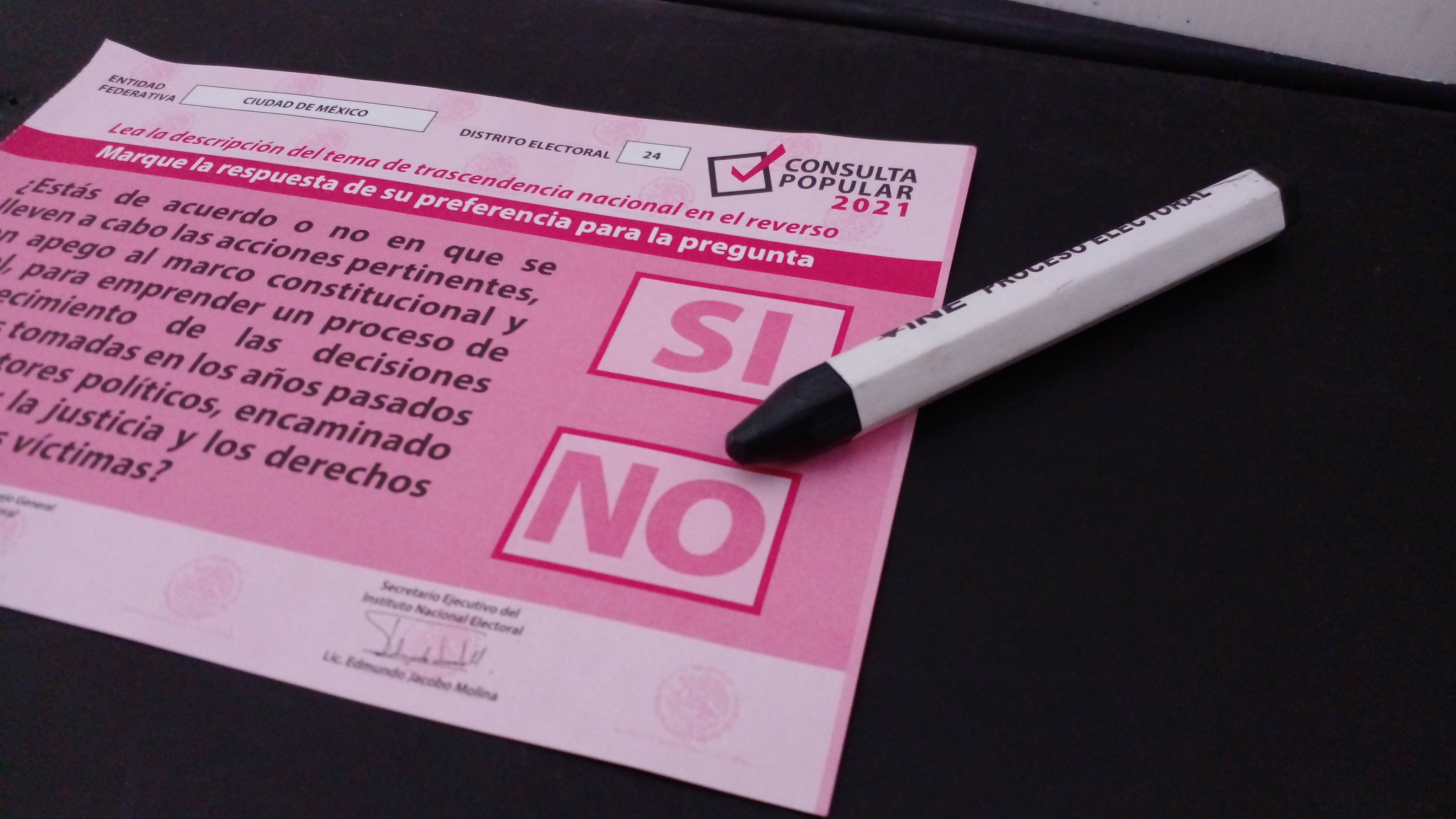
Papeleta y crayón usados en la consulta, al interior de una mesa receptora en Ciudad de México.

Por otra parte, el 28 de julio se cifraba en 99.56 % (284 050 personas) el avance de los funcionarios nombrados y en 99.51 % (283 921 personas) el de capacitados. Seis días antes, comenzó a funcionar un minisitio del INE —«Ubica tu mesa»— para localizar la mesa receptora por sección distrital, sin embargo, recibió críticas por fallas y problemas para localizarlas. Pese a los reportes, el organismo afirmó que el sistema no tenía fallas y que únicamente había presentado problemas con 5 % de los domicilios. Al analizar la delimitación territorial previa a la jornada, Carranza Rodríguez (2021) señaló que se estimaba instalar el 35 % del total de las casillas usadas para las elecciones federales previas del 6 de junio, en 23 966 secciones —34 % de las secciones vigentes en el «marco geográfico electoral 2021»—. Por tanto, mientras que en los comicios había un promedio de una casilla por cada 574 personas, en la consulta habría una mesa por cada 1635 ciudadanos. De igual manera, la dispersión de las mesas receptoras planteaba que 53.7 millones de los votantes potenciales podría sufragar en la sección electoral en la que vivían, mientras que 39.4 millones tendrían que desplazarse.

### Presupuesto
El 13 de noviembre de 2020, se publicó en el DOF un acuerdo por el que el Consejo General del INE solicitaba recursos adicionales para la organización de la consulta popular, que consistía en una petición de 1 499 392 669.67 pesos. No obstante, un mes después, la Cámara de Diputados aprobó un recorte de 870 millones de pesos a su presupuesto, por lo que se advirtió que el organismo no contaría con los recursos suficientes para la organización del ejercicio. En marzo de 2021, Córdova señaló que el INE seguía la espera de que la Secretaría de Hacienda y Crédito Público (SHCP) resolviera la solicitud del presupuesto adicional. Posteriormente, aunque el instituto informó que llevaría a cabo el referéndum, indicó que dependería de las «suficiencias presupuestales de este instituto [...] y si se lleva a cabo, pues en qué condiciones y con qué dimensiones»; a finales de abril siguiente, la SHCP negó definitivamente la entrega de más recursos económicos.
Pese a que el INE presentó una controversia constitucional ante la SCJN al considerar que el Congreso violó su «autonomía constitucional y presupuestaria, al no destinar los recursos “necesarios y suficientes”», el 9 de junio, el máximo tribunal desechó por unanimidad las quejas al determinar que las Cámaras no contaban con la obligación de establecer los «recursos económicos con los que el INE lleve a cabo la organización, difusión, desarrollo, cómputo y declaración de resultados de la consulta popular». Con base en lo anterior, se estimó que la consulta tendría un costo de 522 a 528 millones de pesos, un tercio de lo presupuestado inicialmente. El 2 de julio, la Suprema Corte notificó al INE de su fallo, a lo que el organismo respondió que no contó con excedentes presupuestales e insistió en que organizaría la consulta con los recursos «con que cuenta para el ejercicio fiscal 2021, originariamente destinados a otras tareas».

## Encuestas
El diario El Universal publicó, poco después de que la Suprema Corte declarara constitucional el tema de la consulta, una encuesta en la que el 58.4 % de los encuestados aseguró que participaría en ella. Manteniendo la postura de considerarla una «consulta contra los expresidentes», el medio interrogó a sus encuestados en ese sentido y arrojó un 91.4 % a favor de que «se investigue y se lleve a juicio» a los exmandatarios, sin embargo, un 62.4 % consideró innecesario un ejercicio con alto costo económico y un 80.5 % indicó que entendía la pregunta modificada por el tribunal constitucional. Por otra parte, para un 48.9 % se trataba del cumplimiento de una promesa de campaña del presidente López Obrador y para un 25.9 % era una «venganza política», mientras que, de las figuras políticas interrogadas, Carlos Salinas de Gortari era quien la mayoría (88.1 %) apoyaba que fuera investigado y enjuiciado.
Las encuestas estuvieron bajo regulación del INE desde el 16 de junio y hasta tres días después de la consulta, con la prohibición de publicarse tres días antes de la jornada y hasta el cierre de las mesas receptoras. Entre los lineamientos establecidos por el organismo estaban la obligación de reportar las fechas de levantamiento e identificar el origen de los recursos que pagaron la encuesta o sondeo. El 28 de julio, El Financiero publicó una encuesta en la que el 55 % de los consultados consideraba que la pregunta de la consulta «se entiende bien», frente a 40 % que dijo no se entendía, además, 61 % se mostraba mucho o algo interesado en participar y 37 % poco o nada.
| Encuestadora  | Publicación           | Levantamiento  | Muestra       | Sí     | No     | NS/NC  | Margen de error | Ref     |
| ------------- | --------------------- | -------------- | ------------- | ------ | ------ | ------ | --------------- | ------- |
| Encuestadora  | Publicación           | Levantamiento  | Muestra       |        |        | NS/NC  | Margen de error | Ref     |
| El Universal  | 7 de octubre de 2020  | 2-4 de octubre | 800 personas  | 91.4 % | 7.2 %  | 1.4 %  | ±3.5 %          | [ 127 ] |
| Mitofsky      | 25 de octubre de 2020 | Sin datos      | 1000 personas | 72.1 % | 15.4 % | 12.5 % | Sin datos       | [ 130 ] |
| TResearch     | 16 de junio de 2021   | 6-15 de junio  | 1000 personas | 80.8 % | 10.7 % | 8.5 %  | Sin datos       | [ 131 ] |
| TResearch     | 13 de julio de 2021   | 2-11 de julio  | 1000 personas | 74.3 % | 16.3 % | 9.4 %  | Sin datos       | [ 132 ] |
| El Financiero | 28 de julio de 2021   | 23-24 de julio | 500 personas  | 58 %   | 17 %   | 25 %   | ±3.1 %          | [ 129 ] |

## Posturas

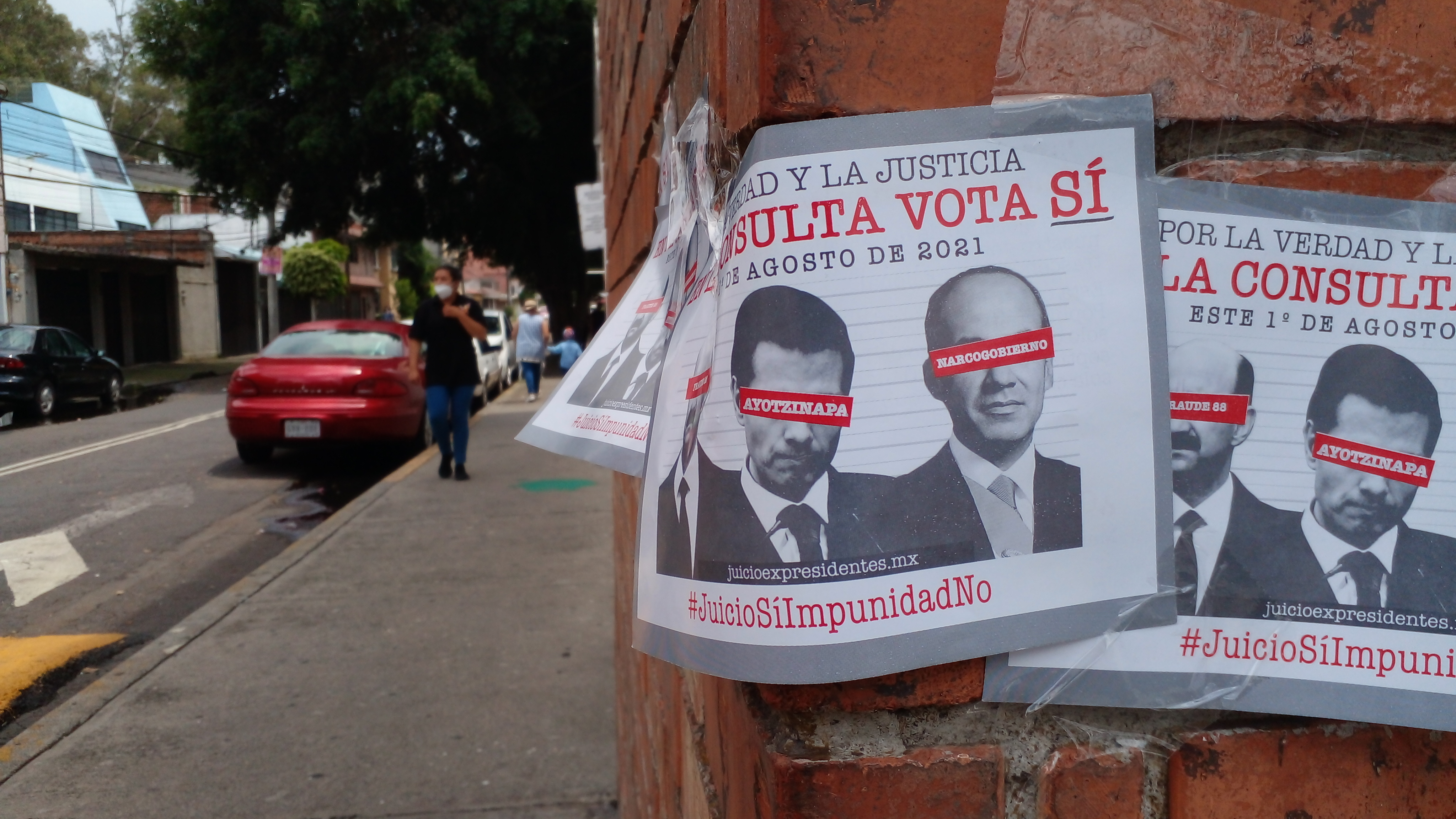
Algunas organizaciones impulsaron la consulta, como el colectivo «Juicio a Expresidentes» bajo el lema «Juicio Sí, Impunidad No».

Diversos colectivos, militantes y simpatizantes de partidos políticos, como Morena, respaldaron la organización de una consulta popular con la que buscaban un juicio contra los expresidentes. Algunos trataron de impulsar su propio ejercicio mediante la recolección de firmas, que enviaron al INE en septiembre de 2020. No obstante, poco después la SCJN desechó esa nueva petición al considerar que se correspondía con la del presidente, previamente discutida y avalada. En este sentido, luego de anunciarse esa última decisión del tribunal constitucional, algunos políticos y ciudadanos la criticaron bajo la etiqueta «#LaJusticiaNoSeConsulta», como el Partido Acción Nacional (PAN), que la calificó de «ilegal e inconstitucional y es muy penoso que algunos ministros se presten a las artimañas electorales del Presidente». En contraste, militantes y simpatizantes de Morena celebraron la decisión, y un grupo de personas festejó en las calles del Centro Histórico de la Ciudad de México. Más tarde, el Partido de la Revolución Democrática (PRD) la consideró «inservible y costos[a]» e «incongruente» con la política de austeridad del gobierno de López Obrador.
A mediados de junio de 2021, el colectivo «Juicio a Expresidentes», que había impulsado la recolección de firmas para la organización de una consulta similar, lanzó una campaña denominada «Juicio Sí, Impunidad No» en diecisiete estados del país para promover el voto por el «Sí». Morena y algunos de sus legisladores se sumaron a la tarea de promoción de la consulta, y del voto por el «Sí», para intentar que se alcanzara el 40 % requerido para que fuera vinculante. Para ello, el 27 de junio, durante la «Jornada de Respaldo a la Consulta Ciudadana por la Verdad, por la Justicia», la formación presentó acciones de promoción de participación en la consulta bajo el lema «Juicios sí». Por su parte, el presidente López Obrador fijó su postura al indicar que «de manera pública sostuve que no iba a participar y que además consideraba que teníamos que ver hacia adelante y poner un punto final solo con el compromiso de la no repetición». Pese a lo anterior, el mandatario instó en varias ocasiones, a través de sus conferencias diarias, a la participación en el referendo. Finalmente, el 30 de julio, externó sus intenciones de participar y votar por el «No», aunque poco después reiteró que no lo haría al no instalarse casillas especiales y él encontrarse en Nayarit el 1 de agosto.
Para la jefa de Gobierno Sheinbaum era un «ejercicio único de democracia participativa en nuestro país y que va a sentar las bases de una manera fundamental». El Ejército Zapatista de Liberación Nacional (EZLN) llamó a la participación en el ejercicio y se posicionó a favor del «Sí» en la búsqueda de «una Comisión por la Verdad y la Justicia para las Víctimas»: «Hay que entrarle, no viendo hacia arriba, sino mirando a las víctimas». Al respecto, el Subcomandante Galeano explicó que los zapatistas participarían «siguiendo los usos y costumbres de los originarios, con asambleas comunitarias» y a través de las mesas receptoras con quienes contaran con la credencial de elector. El Congreso Nacional Indígena (CNI) respaldó tal llamado del EZLN «con el fin de arrancar una movilización por una comisión por la verdad y la justicia para las víctimas o como quiera que se llame». Asimismo, colectivos de familiares de personas desaparecidas exigieron que el día de la consulta fuera una «jornada nacional de visibilización de nuestras atrocidades con miras a la creación de comisiones de la verdad». La Comisión Nacional de los Derechos Humanos (CNDH) se pronunció a favor del ejercicio al considerarlo «un mecanismo de participación [...] [cuyo] objetivo gira en torno a poder dar voz y voto al pueblo, y generar conciencia sobre una deuda histórica y de aplicación de la justicia».
Por su parte, el director del Centro de Derechos Humanos Miguel Agustín Pro Juárez, Santiago Aguirre, respaldó la consulta porque «hay que ampliar la democracia participativa en México y porque se deberían procesar los agravios impunes, poniendo en el centro a las víctimas», aunque aseveró que se cumpliera o no la participación necesaria para ser vinculante el Estado persistía en su «obligación de garantizar justicia, verdad y memoria ante [las] graves violaciones a [los] derechos humanos que se cometieron». La propia organización se posicionó, «sin dejar de señalar las contradicciones y apuntando las incertidumbres y posibles intentos de manipulación del resultado», por «contestar sí a la consulta teniendo presentes a tantas víctimas que siguen sin acceder a la justicia, a la verdad y a la reparación». En contraste, el expresidente Vicente Fox pugnó a no participar y calificó de «farsa» al ejercicio, mientras que para el también exmandatario Felipe Calderón se trataba de un «circo romano» y afirmó —sobre la solicitud de consulta en septiembre de 2020— que era «violatoria de garantías elementales y de persecución política». En este sentido, José Miguel Vivanco, director para las Américas de Human Rights Watch, lo consideró un «circo político» y una organización reunió quince mil firmas bajo el lema «Presidente, deje la farsa y aplique la Ley».

## Consulta

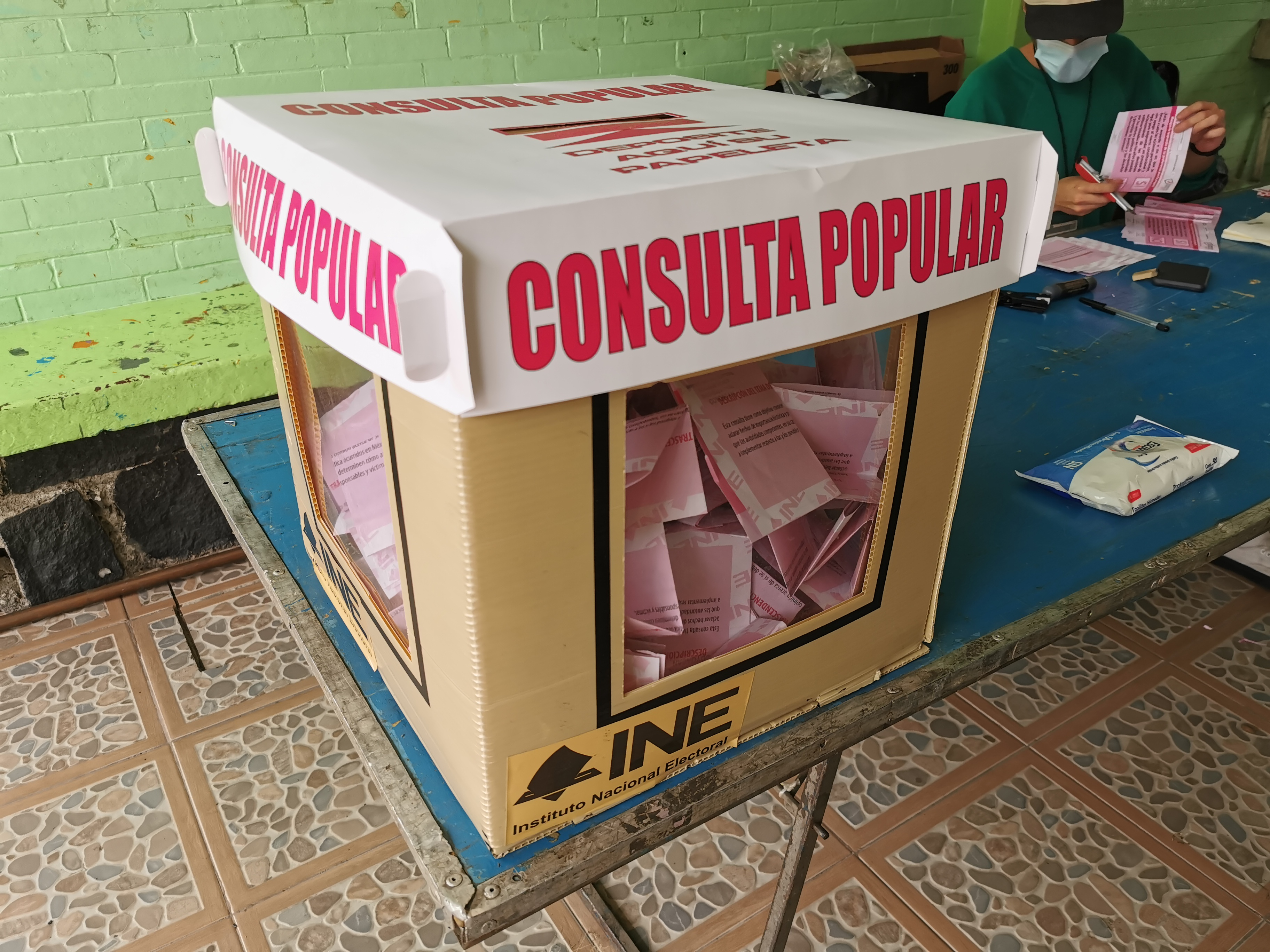
Urnas electorales empleadas en la consulta popular.

La jornada de la consulta popular inició antes de las 08:00 horas del 1 de agosto de 2021 con una ceremonia de honores a la bandera en la sede del INE; poco después comenzó la apertura de las mesas receptoras y el organismo electoral se declaró en sesión extraordinaria. A las 09:34 horas se reportaban 37 574 mesas de votación instaladas, con Baja California y Sonora con el menor número hasta ese momento; al corte de las 11:10 horas, la cifra había aumentado a 53 105 (93.04 %). Unas horas después, el organismo reportó ocho centros de votación —cuatro en Chiapas, dos en Veracruz y uno en Baja California y Nuevo León— que no serían instalados por «decisiones comunitarias», así como un avance cercano al 99 % con 56 791 mesas instaladas a las 13:15 horas. En su reporte final, el INE cifró en 57 077 la mesas que debían instalarse en todo el país y 57 014 (99.98 %) las instaladas, así como 476 incidentes registrados hasta las 16:00 horas.
Durante la jornada, algunos ciudadanos denunciaron falta de información, problemas para localizar las mesas receptoras y relleno de urnas. El INE reconoció cuatro casos en los que se cancelaron las papeletas antes de tiempo, en Oaxaca, Ciudad de México y Michoacán. Además, en Chiapas se suspendieron las votaciones en dos mesas por participar ciudadanos no inscritos en la lista nominal. La consulta concluyó a las 18:00 horas con el cierre de los centros de votación y el inicio del escrutinio y cómputo de los votos. Después de las 20:00 horas, cuando finalizaba el conteo de votos, iniciaron los cómputos distritales y entró en funciones un minisitio con su avance. Además, en la sesión del organismo se incrementó a 1142 el número de incidentes registrados en la jornada.
Los trabajos del conteo rápido iniciaron a las 17:00 horas, se recibió el primer reporte a las 18:05 y se hizo público a las 20:35 horas; el estimado, que se basó en el 99 % de la muestra calculada (1827 mesas), arrojó rangos de entre 7.07 % y 7.74 % de participación, entre 89.36 % y 96.28 % para el «Sí», entre 1.38 % y 1.58 % para el «No» y entre 2.19 % y 9.21 % de votos nulos, lo que implicaba que los resultados no serían vinculantes al no alcanzarse el 40 % requerido de participación. El elevado rango para los votos nulos se explicó al constatar que actas de seis mesas —recontadas en los cómputos distritales— tuvieron el error de registrar las boletas sobrantes como nulos. El Informe integral de evaluación de la Consulta Popular 2021, publicado en diciembre de 2021 y desarrollado por la Dirección Ejecutiva de Organización Electoral del organismo, señalaba un reporte total de 1169 incidentes, siete de ellos por mesas receptoras no instaladas —cuatro por rechazo de las autoridades locales ante la pandemia de COVID-19, dos por negativa de la población y una en la que el presidente de la mesa sufrió un accidente automovilístico— y 281 con suspensión temporal de la votación.

### Resultados

Participación por entidad federativa en la Consulta Popular 2021.

La noche del 2 de agosto, el INE dio a conocer los resultados finales al concluir a las 21:15 horas los cómputos de los votos, retrasados al menos cinco horas por diecisiete paquetes trasladados desde zonas serranas. Tales cifras confirmaron las señaladas en el conteo rápido, con una participación del 7.11 % y 6.6 millones de papeletas, con la gran mayoría (6.5 millones equivalentes al 97.72 %) en favor del «Sí», y sin ser vinculatorios por no lograr el 40 % de participación requerido por la ley. El organismo detalló que computó en ceros un paquete de una mesa receptora en Orizaba —previamente denunciada por irregularidades— por la introducción de papeletas en la urna al término de la jornada. Dos meses después, el 20 de octubre, el INE declaró válidos los resultados finales del cómputo nacional de la consulta, además de que cifró en 144 522 la cifra final de funcionarios de mesas receptoras, 40 146 los observadores electorales y 57 070 las mesas instaladas —99.99 % de las planeadas—. El Consejo General del organismo también ordenó en esa ocasión la destrucción de la papelería utilizada y no utilizada en el plebiscito, así como las listas nominales.
La mayor participación se dio en los estados del sur del país y en los gobernados por el partido Morena —entidades encabezadas por partidos opositores al gobierno federal en el momento de la consulta, como Aguascalientes, Durango, Guanajuato, San Luis Potosí y Zacatecas, obtuvieron las menores participaciones, por debajo del 5 %—, además de que solamente en siete se superó el 10 % de participación; Tlaxcala (11.6  %), Tabasco (11.26 %), y Guerrero (10.85 %) registraron la mayor cantidad de votantes, frente a Chihuahua (3.12 %), Zacatecas (3.38 %) y Nuevo León (3.48 %) con la menor. En términos municipales, 75 % de los municipios tuvo tasas de participación inferiores al 11 % y en solo once esta fue mayor al 40 %, siendo Iztapalapa (10.83 %), Ecatepec de Morelos (9.02 %) y Puebla (8.43 %) los que tuvieron mayor cantidad de asistentes a las mesas receptoras. Por su parte, cuatro mesas tuvieron el 100 % de participación, 47 registraron más opiniones nulas que otras y 21 en las que ganó el «No». Asimismo, Estado de México, Ciudad de México y Veracruz de Ignacio de la Llave aportaron el mayor número de opiniones en favor del «Sí», mientras que Baja California Sur, Colima y Aguascalientes tuvieron la menor cantidad de votos en este sentido.
En los cómputos distritales, se declararon válidas 51 057 actas, se recontaron 6003, hubo siete de mesas no instaladas, dos con suspensión definitiva de la votación y un paquete no se recibió. De las recontadas, la mayoría eran «actas con alteraciones» o «ilegibles». Hasta noviembre de 2021, se presentaron al menos veinte medios de impugnación que fueron resueltos por el Tribunal Electoral del Poder Judicial de la Federación (TEPJF). Ese mismo mes, al determinar el tribunal sobreseer el último medio pendiente, el INE publicó en el DOF su acuerdo por el que declaraba la validez de los resultados finales del cómputo nacional.
|  | 97.72 % |

|  | 1.54 % |

|  | 0.74 % |

|  | 100.00 % |

|  | 7.11 % |

### Reacciones

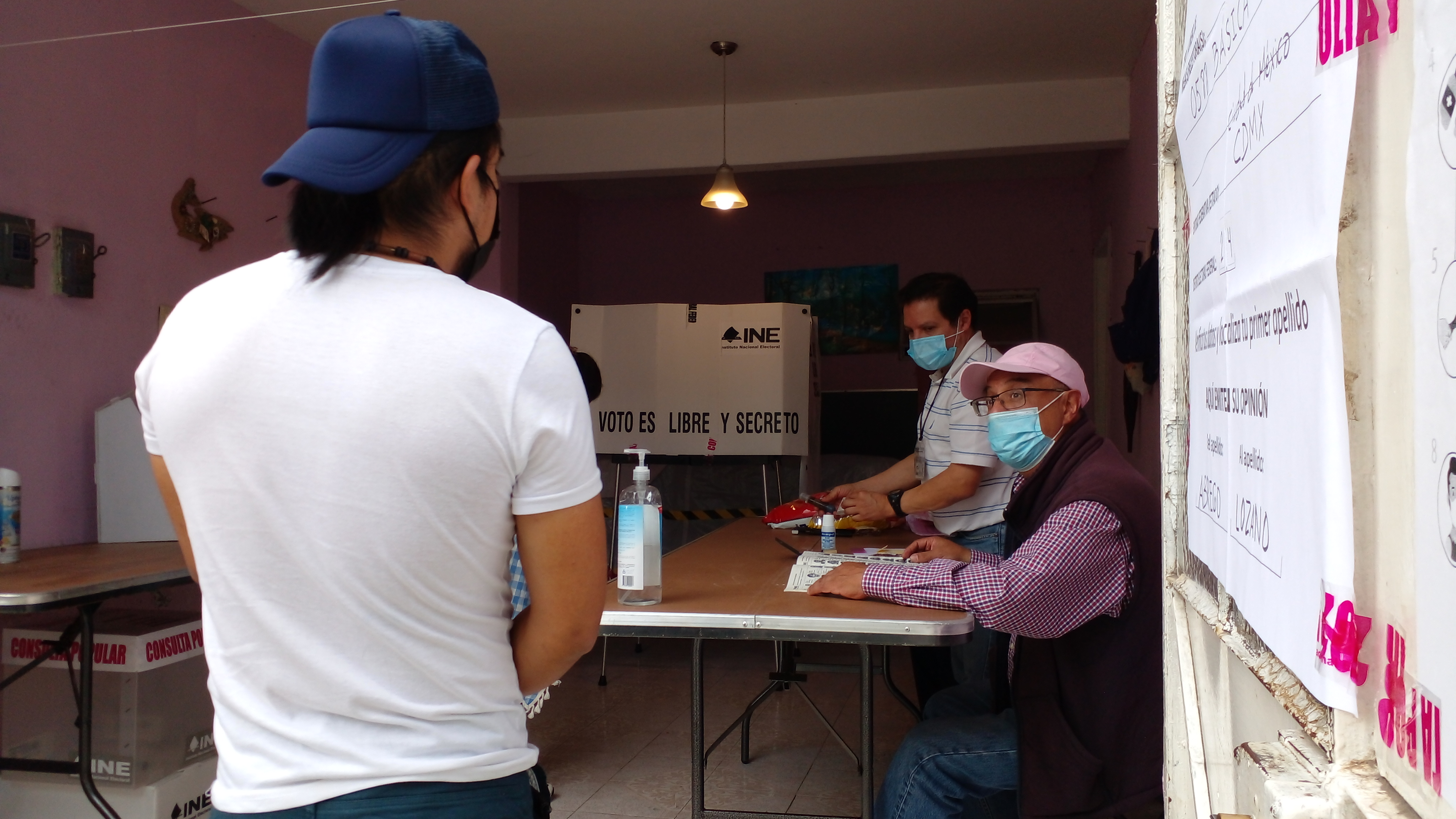
Mesa receptora de la consulta popular en Ciudad de México.

El presidente López Obrador aseguró en su conferencia del 2 de agosto que el ejercicio había sido exitoso, se dijo «contento» con los resultados y rechazó que la consulta hubiera sido un fracaso: «¿Cuándo va a fracasar la democracia? Nunca. Es el mejor sistema de Gobierno». En este sentido, luego de conocerse los rangos estimados de participación, políticos del PAN, del PRD y del Partido Revolucionario Institucional (PRI) calificaron al ejercicio como un «fracaso»; para el presidente del PRI, Alejandro Moreno Cárdenas, la baja asistencia a las mesas evidenciaba «que los mexicanos están hartos de [este] gobierno». Por su parte, los expresidentes Fox y Calderón se congratularon por la participación e incluso el primero la consideró «la más baja votación de todos los tiempos».
Al dar a conocer el conteo rápido, Córdova afirmó que había sido una consulta exitosa: «Nunca antes en la historia del país, y por eso es un éxito, cerca de 7 millones, de acuerdo con los datos del conteo rápido, participaron por primera vez en un ejercicio de democracia participativa». En la misma línea, la jefa de Gobierno Sheinbaum aseveró que, en Ciudad de México, la consulta «fue un éxito. Es la primera consulta popular, ciudadana, constitucional que se realiza y se dio la oportunidad de participar». Asimismo, un grupo de ciudadanos promotores de la consulta propugnaron la creación de un «Tribunal del Pueblo» para juzgar a las figuras políticas y el partido Morena indicó que buscaría la creación de una «comisión de la verdad de la mano con las víctimas y una comisión contra la impunidad de los crímenes económicos del neoliberalismo».

## Análisis

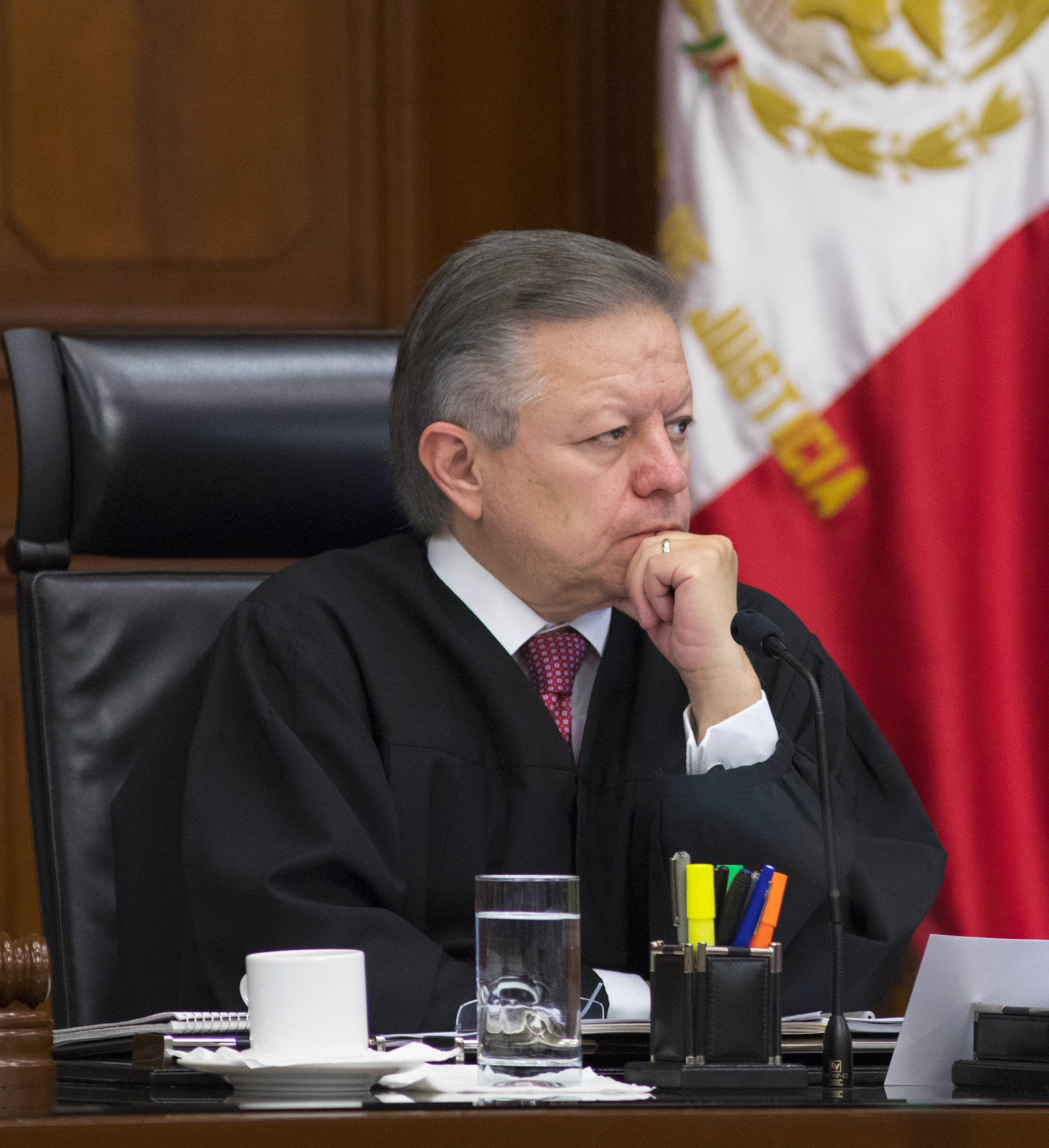
El presidente de la Suprema Corte, Arturo Zaldívar Lelo de Larrea, consideró que la pregunta de la consulta, «ambigua y general», no obligaba al fiscal general de la República o al poder Judicial, sino que abría la puerta a la creación de mecanismos, como las comisiones de la verdad.

Al explicar la postura que los ministros tomaron en la decisión, Vivanco Lira (2020) detalló que el bloque mayoritario, encabezado por Zaldívar, asumía a la Suprema Corte como un «ente facilitador de la expresión de la voluntad popular», por lo que, en este caso, su función sopesaba «cómo podrían hacer viable que la ciudadanía ejerciera su derecho fundamental de participación política». En contraste, el grupo de ministros que votó en contra basó su argumentación en que la justicia no está a consulta y que su función es «proteger la Constitución aun a costa del sentir mayoritario». Por su parte, Hernández Herrera, Peniche Baqueiro y Torres Checa (2020) afirmaron que la argumentación de Alfredo Gutiérrez Ortiz Mena fue «decisiva», puesto que señalaba que el ejercicio «puede vincular al ejecutivo federal, pero no debe nunca vincular a las autoridades de procuración de justicia». Ilustraron la posición contraria con lo señalado por el ministro Laynez Potisek que proponía que, al involucrarse en la pregunta a las «instituciones de procuración de justicia», que no podían ser vinculadas por consulta, la materia era inconstitucional.
Caballero Ochoa y García Huerta (2020) aseveraron que el objeto del referendo era poco claro, incluso después de la decisión del SCJN; pese a considerar que esta última dio un «paso importante en el debate democrático», lamentaban el «nivel argumentativo inferior» utilizado y concluyeron que uno de los principales mensajes de la resolución de constitucionalidad era «que la participación democrática es un derecho de primer orden en nuestro sistema constitucional». En este sentido, coincidieron Garza Onofre y colaboradores (2020) para quienes la SCJN planteó una «pregunta radicalmente distinta, ambigua y vaga», que dificultaba dilucidar «a qué tipo de “acciones pertinentes”» se hacía referencia, al tiempo que planteaba un escenario, en caso de una mayoría vinculante que optara por el «No», en el que las «autoridades estarían obligadas a no emprender dichas acciones». Por tanto, se generaba un riesgo de que la consulta fuera «completamente irrelevante».
Al respecto, el presidente de la Suprema Corte, la justificó como una interrogante «ambigua y general», que «conscientemente se hizo de esa manera» dado que «no es una apelación a procesos judiciales» y no obliga «de modo alguno» al fiscal general de la República o al poder Judicial, sino que abría la puerta a la creación de comisiones de la verdad o mecanismos similares. Sobre esto último, de acuerdo con Hernández Herrera, Peniche Baqueiro y Torres Checa (2020) el cuestionamiento generaría un «diálogo inédito entre nuestra Constitución y la justicia transicional». Algunas veces se rechazó la narrativa manejada, incluso por el presidente López Obrador, de que se trataría de una consulta para enjuiciar a expresidentes, puesto que la pregunta «no gira en torno a casos puntuales, ni se enfoca en señalar a personas en específico», pero sí hubiera podido dar pie a mecanismos como las comisiones y, finalmente, a investigaciones contra los exmandatarios.
Un estudio del Programa Universitario de Estudios sobre Democracia, Justicia y Sociedad de la Universidad Nacional Autónoma de México (UNAM) analizó las narrativas de la consulta en los medios de comunicación —a partir de lo publicado entre el 15 de julio y el 1 de agosto—; señaló que el tema se polarizó y se configuraron dos planteamientos contrapuestos: «La ley no se consulta» y «Justicia sí, Impunidad no». En torno al 27 de julio, el tema del referéndum tuvo un «pico informativo» y se mantuvo como tal hasta el 2 de agosto, día en que fue primera plana de al menos doce medios analizados, con una narrativa de «fracaso» como la predominante. Igualmente, al estudiar las columnas de opinión, el estudio aseveró que prevalecieron «las definiciones negativas». Por su parte, en la cobertura de las televisoras privadas «se privilegió la comunicación social del Instituto Nacional Electoral», aunque también se llevaron a cabo mesas de análisis y discusión de expertos, mientras que los medios públicos —como Canal Catorce, Canal 22, Canal 11 o Radio Educación, entre otros— «concentraron sus esfuerzos» en el día del referendo, en el marco de una transmisión conjunta bajo el título «El pueblo juzga» y la etiqueta «#UnidosPorLasAudiencias». Cruz Parcero (2021) apunta a que el tema «se quedó en los extremos de una polarización política que dificultó una evaluación más mesurada acerca de los límites y alcances de este primer ejercicio formal», con posturas que lo valoraban como un «gasto innecesario», una «consulta amañada» o un «tema poco relevante» frente a quienes lo veían como algo «necesario para que “el pueblo” se expresara». Por tanto, señala la autora, «el mecanismo que se ponía en operación por primera vez en nuestro país merecería una mejor pregunta, un compromiso más serio por parte de los actores y un mayor involucramiento de la ciudadanía».
También sostuvo que quienes «no estuvieron a la altura fueron los actores políticos promoventes y las voces que de manera muy simplista enviaron mensajes de rechazo a partir de su ubicación en el polo más distante de esos promoventes». Al respecto, algunos activistas promoventes del plebiscito criticaron lo que consideraron una falta de difusión del INE, así como los «constantes actos de desacreditación por parte de exfuncionarios, medios de comunicación y expresidentes». Por su parte, algunos expertos argumentaron que una problemática del ejercicio fue la pregunta, al ser «poco clara». Una investigación de Zamudio Sosa y Montero-López Lena (2021), a partir de 394 participantes de la zona metropolitana de Ciudad de México —con encuestas llevadas a cabo del 6 al 8 de agosto de 2021—, arrojó que 30.2 % de sus encuestados había participado en la consulta y, de ellos, 62.18 % había comprendido la pregunta; del 69.79 % que no había votado, 58.54 % desconocía la interrogante. Al analizar un conjunto de emociones, los autores encontraron que «esperanza», «alegría» y «enojo» eran más frecuentes entre quienes sí habían participado y apuntaban que «las variables más importantes para acudir a votar en la consulta popular fueron emocionales, en específico la esperanza». Por otro lado, sostuvieron que: «Uno de los principales discursos entre los opositores de la consulta [...] parece haber hecho eco entre quienes no decidieron votar», grupo en el que también fue más frecuente la «falta de interés y el poco tiempo disponible».

## Repercusiones

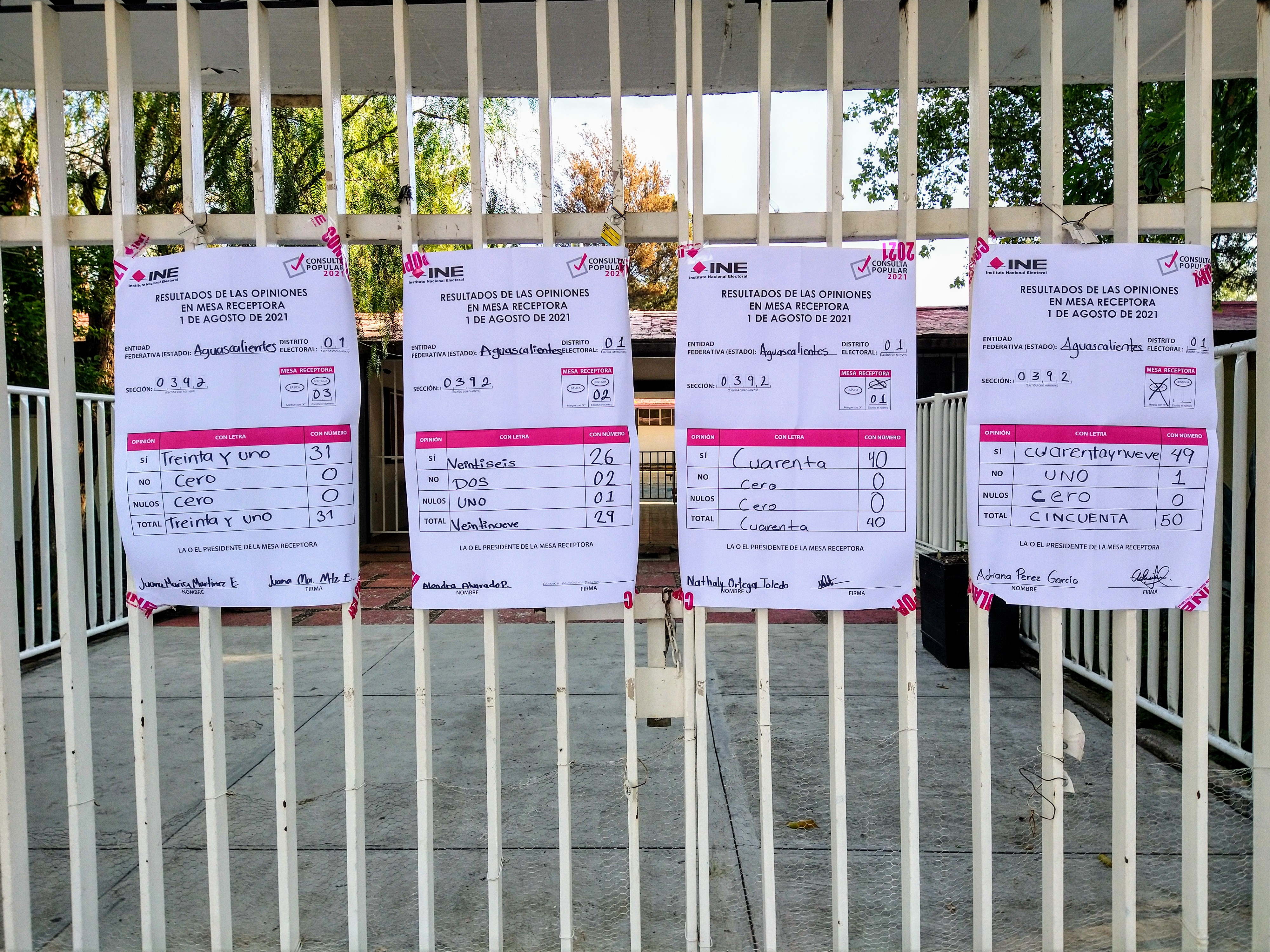
Resultados de la consulta en una mesa receptora de Aguascalientes.

Se estimó un costo aproximado de 79.30 pesos por voto en el ejercicio. Esta fue la primera consulta popular oficial en el país —regulada por la Constitución— y, considerando las informales realizadas previamente, la que tuvo la participación ciudadana más alta. La organización Justicia Transicional en México planteó que «muchas personas no participaron como medio de protesta por considerar que era un ejercicio y capricho del Presidente, y que únicamente tenía el objetivo de utilizarlo políticamente, y no contenía propuestas concretas», sin embargo, la elevada votación a favor del «Sí» representaba la existencia de una «demanda por conocer la verdad y la justicia» en México. En suma, señaló que la consulta posibilitaba iniciar «el diseño de un mecanismo de verdad», oportunidad que se desaprovechó por la falta de un «compromiso real por parte del ejecutivo» evidenciada en su falta de acciones para «garantizar los derechos a la verdad y la justicia de las miles de víctimas».
En su tercer informe de gobierno, un mes después del ejercicio, López Obrador únicamente consideró que la consulta y las acciones para su realización «[marcaron] un hito histórico en la consolidación democrática de nuestro país». En este sentido, Cruz Parcero (2021) valoró como positivo que se pusiera en la «agenda de la discusión ciudadana y política [...] los alcances y limitaciones de este tipo de ejercicios».
De acuerdo con una encuesta de El Financiero publicada unos días después del referéndum, un 67 % de los cuatrocientos sondeados consideró un «fracaso» la consulta, lo que en su opinión obedeció a que «no se promovió adecuadamente» (38 %), «no interesó» (20 %) y a que había «otros temas más importantes para consultarle a la ciudadanía» (16 %), entre otras causas. Además, un 53 % se inclinaba a creer que no habría «acciones concretas» a partir de los resultados del ejercicio, cuyo bajo porcentaje de participación llevó a un 59 % a considerarlos no válidos. En contraste, un 63 % de los participantes se mostraba de acuerdo en la creación de una comisión de la verdad. Ni al término del 2021, ni un año después, se habían llevado a cabo acciones concretas, aprobado leyes o instalado alguna comisión emanada de la consulta.